# Alcithoe benthicola
Alcithoe benthicola är en snäckart som först beskrevs av Dell 1963.  Alcithoe benthicola ingår i släktet Alcithoe och familjen Volutidae. Inga underarter finns listade i Catalogue of Life.